# Irving Babbitt
Irving Babbitt (2 de agosto de 1865 - 15 de julio de 1933) fue un académico estadounidense y crítico literario, notable por haber fundado un movimiento conocido como el Nuevo Humanismo, con una influencia significativa en la discusión literaria y el pensamiento conservador en el período que va desde 1910 hasta 1930. Fue un crítico de la cultura en la tradición de Matthew Arnold, y un oponente consistente del romanticismo, tal cual como es presentado en los escritos de Jean-Jacques Rousseau. Políticamente pudo, sin caer en una distorsión demasiado seria, ser llamado un seguidor de Platón y Edmund Burke. Su humanismo suponía un amplio conocimiento de varias tradiciones religiosas.

## Obra
- Literature and the American College (1908)
- The New Laokoön (1910)
- The Masters of Modern French Criticism (1912)
- Rousseau and Romanticism (1919)
- Democracy and Leadership (1924)
- On Being Creative (1932)
- The Dhammapada (1936)
- Spanish Character, and other essays (1940) reimpreso como Character & Culture: Essays on East and West
- Representative Writings (ed. George A. Panichas, 1981)

### Otras lecturas
- Humanism and America: Essays on the Outlook of Modern Civilization (1930) editó Norman Foerster
- The Humanism of Irving Babbitt (1931) F. E. McMahon
- Humanism and Naturalism: A Comparative Study of Ernest Seillière, Irving Babbitt and Paul Elmer More (1937) Folke Leander
- Irving Babbitt (1941) editó F. Manchester y O. Shepard
- Irving Babbitt: An Intellectual Study (1984) Thomas R. Nevin
- Will, Imagination and Reason: Babbitt, Croce and the Problem of Reality) (1986; 1997) Claes G. Ryn
- Introduction to Rousseau and Romanticism (1995), 42 p. de Claes G. Ryn
- Introduction to Rousseau and Romanticism (1991), 59 p. de Claes G. Ryn
- Irving Babbitt in Our Time (1986) editó George A. Panichas y Claes G. Ryn
- Irving Babbitt (1987) Stephen C. Brennan y Stephen R. Yarbrough,
- Irving Babbitt, Literature, and the Democratic Culture (1994) Milton Hindus
- The Critical Legacy of Irving Babbitt: An Appreciation (1999) George A. Panichas